# Legmoin
Pour le département, voir Legmoin (département).
Legmoin est une commune et le chef-lieu du département de Legmoin dans la province du Noumbiel de la région Sud-Ouest au Burkina Faso.

## Géographie
Legmoin est situé à environ 35 km au sud-est de Gaoua, la ville burkinabè la plus importante de l'extrémité méridionale du pays, et à 30 km au nord de Batié, le chef-lieu de la province.
La commune est à 3 km au sud-est de la route nationale 11, menant à la Côte d'Ivoire, ainsi qu'à 9 km à l'ouest de la frontière ghanéenne.

## Santé et éducation
Legmoin accueille un centre de santé et de promotion sociale (CSPS) tandis que le centre médical avec antenne chirurgicale (CMA) de la province se trouve à Batié.